# Строитель (стадион, Салават)
Стадион «Строи́тель» — стадион в городе Салавате, Республика Башкортостан, Россия. Вмещает в себя 7 000 зрителей и является вторым по вместимости (после стадиона имени 50-летия Октября) стадионом города.

## История
Стадион «Строитель» построен в 1959 году и является вторым крупнейшим стадионом в городе Салавате. Футбольное поле стадиона имеет естественное покрытие. Вокруг поля расположены беговые дорожки. Первым директором стадиона был Шарипов А. Х.
На стадионе открытые трибуны, есть футбольное поле и легкоатлетический манеж, площадки для игры в футбол, волейбол.
На стадионе тренируются спортсмены мотогонщики, проводятся футбольные матчи. 22-23 февраля 1967 года в Салавате на стадиионе проходил полуфинал 2-го личного чемпионата мира по спидвею, а 20-21 февраля 1968 года — финал личного чемпионата мира.
Зимой футбольное поле заливается и работает каток. На катке можно взять напрокат коньки.
В 2008 году проведен капитальный ремонт стадиона.
До 2014 года проводились командные соревнования по спидвею в высшей лиге, с 2017 года проводятся командные и личные соревнования в первой лиге. 

## Интересные сведения
- Стадион «Строитель» расположен рядом со стадионом имени 50-летия Октября возле микрорайона Мусино.
- В 2011 году на стадионе прошло первенство России по стрельбе из лука[3].
- На стадионе сооружен памятник мотогонщику А. Баскакову[4], погибшему после операции поврежденной ноги при падении на соревнованиях. Автор бетонного памятника — Сергей Полетавкин. Памятник открыт 19 августа 1993 г. С тех пор на стадионе регулярно проводятся соревнования — Мемориал башкирского спидвеиста Александра Баскакова.

## Адрес
- 453250, Республика Башкортостан, г. Салават, улица Пархоменко, д. 8.
- До стадиона можно добраться на автобусе или маршрутном такси № 1.